# Wojciech Brzozowski (prawnik)
Wojciech Adam Brzozowski (ur. 12 lutego 1981) – polski prawnik, doktor habilitowany nauk prawnych, profesor uczelni na Wydziale Prawa i Administracji UW, specjalista w zakresie prawa konstytucyjnego i prawa wyznaniowego, od 2023 zastępca rzecznika praw obywatelskich.

## Życiorys
Absolwent Wydziału Prawa i Administracji (2005) oraz Instytutu Nauk Politycznych UW (2005). W 2009 na podstawie rozprawy pt. Konstytucyjna zasada bezstronności światopoglądowej władz publicznych napisanej pod kierunkiem Michała Pietrzaka otrzymał na Wydziale Prawa i Administracji Uniwersytetu Warszawskiego stopień naukowy doktora nauk prawnych w zakresie prawa, specjalności: prawo konstytucyjne, prawo wyznaniowe. 
W 2017 na tym samym wydziale na podstawie dorobku naukowego oraz rozprawy pt. Niezależność konstytucyjnego organu państwa i jej ochrona uzyskał stopień doktora habilitowanego nauk prawnych w dyscyplinie prawo, specjalności: prawo konstytucyjne, prawo wyznaniowe.
Jest profesorem uczelni na Wydziale Prawa i Administracji UW oraz kierownikiem Zakładu Prawa Wyznaniowego na tym wydziale.
Był zatrudniony w Biurze Analiz Sejmowych Kancelarii Sejmu RP. Pełnił funkcję sekretarza redakcji miesięcznika „Państwo i Prawo”. Jest członkiem Polskiego Towarzystwa Prawa Wyznaniowego, w którym pełni funkcję wiceprezesa zarządu. Należy także do International Consortium for Law and Religious Studies (ICLARS) oraz International Society of Public Law (ICON Society). Jest autorem kilkudziesięciu publikacji z zakresu prawa wyznaniowego, prawa konstytucyjnego i praw człowieka. 
Został wybrany na członka Komitetu Nauk Prawnych Polskiej Akademii Nauk kadencji 2020–2023 i 2024–2027. Od 2023 zastępca rzecznika praw obywatelskich.

## Nagrody i wyróżnienia
W 2010 rozprawa doktorska jego autorstwa pt. Konstytucyjna zasada bezstronności światopoglądowej władz publicznych uzyskała 1. nagrodę w XLV Ogólnopolskim Konkursie „Państwa i Prawa” na najlepsze prace habilitacyjne i doktorskie z dziedziny nauk prawnych w kategorii prac doktorskich. Książka stanowiąca rozszerzoną i zaktualizowaną wersję tej rozprawy otrzymała w 2014 nagrodę w dziedzinie prawa im. Leona Petrażyckiego, przyznawaną przez Wydział I Nauk Humanistycznych i Społecznych PAN.
Jego rozprawa habilitacyjna pt. Niezależność konstytucyjnego organu państwa i jej ochrona została wyróżniona uchwałą Rady Wydziału Prawa i Administracji Uniwersytetu Warszawskiego z 19 czerwca 2017.

## Wybrane publikacje
- Prawa człowieka (współaut., 2018, 2019, 2021, 2023)
- Niezależność konstytucyjnego organu państwa i jej ochrona (2016)
- Leges ab omnibus intellegi debent. Księga XV-lecia Rządowego Centrum Legislacji (red. nauk., 2015)
- Bezstronność światopoglądowa władz publicznych w Konstytucji RP (2011)[3]